# Fubar (Fernsehserie)
Fubar ist eine US-amerikanische Fernsehserie mit Arnold Schwarzenegger und Monica Barbaro nach einer Idee von Nick Santora, der auch als Showrunner fungierte. Auf Netflix wurde die erste Staffel am 25. Mai 2023 veröffentlicht. Im Juni 2023 wurde eine zweite Staffel bestätigt, deren Veröffentlichung am 12. Juni 2025 erfolgte. Die Serie wurde nach der zweiten Staffel eingestellt.

## Handlung
Luke ist ein CIA-Agent, der kurz vor dem Ruhestand steht. Seine Tochter Emma ist ebenfalls als Agentin für die CIA tätig, ohne dass dies die beiden vom jeweils anderen wissen. Lukes Ex-Frau Tally, die mittlerweile mit Donnie liiert ist, weiß ebenfalls nicht, dass Ehemann und Tochter Teil der CIA sind, hat aber einen Verdacht.
Nachdem Luke und Emma herausfinden, dass sie beide für die CIA aktiv sind und ihre bisherige Beziehung auf einer Lüge basierte, führt sie eine Mission zusammen.

## Synchronisation
Die deutschsprachige Synchronisation übernahm die FFS Film- & Fernseh-Synchron. Die Dialogregie führte Alexander Brem, die Dialogbücher schrieben Kai Medinger, Inez Günther, Martin E. Schleker und Brem.
| Rolle                  | Darsteller            | Synchronsprecher               |
| ---------------------- | --------------------- | ------------------------------ |
| Luke Brunner           | Arnold Schwarzenegger | Bernd Egger                    |
| Emma Brunner           | Monica Barbaro        | Marcia von Rebay               |
| Barry                  | Milan Carter          | Xiduo Zhao                     |
| Boro                   | Gabriel Luna          | Pascal Fligg                   |
| Carter                 | Jay Baruchel          | Oliver Scheffel                |
| Aldon                  | Travis Van Winkle     | Benedikt Gutjan                |
| Roo                    | Fortune Feimster      | Kathrin Gaube                  |
| Tally Brunner          | Fabiana Udenio        | Claudia Lössl                  |
| Dane „DD“              | Adam Pally            | Alexander Brem                 |
| Dot                    | Barbara Eve Harris    | Bettina Redlich                |
| Dr. Louis Pfeffer      | Scott Thompson        | Hans-Georg Panczak             |
| Jacomo „Jaco“          | John Tokatlidis       | Frank Schaff                   |
| Nik A. Stalinovich     | Zachary Bennett       | Frank Schaff                   |
| Schaffner              | Darryl Scheelar       | Kai Taschner                   |
| Tina                   | Aparna Brielle        | Maresa Sedlmeir                |
| Mr. Biryukov           | Daniel Kash           | Kai Taschner                   |
| Norm Carlson           | Tom Arnold            | Claus-Peter Damitz (Staffel 1) |
| russischer Butler      | Daniel Matmor         | Gudo Hoegel                    |
| Theodore Chips         | Guy Burnet            | Julian Manuel                  |
| Greta Nelso            | Carrie-Anne Moss      | Martina Treger                 |
| Volek                  | Joshua Peace          | Markus Pfeiffer                |
| Donnie Luna            | Andy Buckley          | Claus-Peter Damitz             |
| Markus Farkas / Farkus | Mark Robert Edwards   | Felix Auer                     |
| Reed                   | Enrico Colantoni      | Mike Carl                      |

## Produktion und Hintergrund
Die Dreharbeiten zur ersten Staffel fanden bis September 2022 statt, gedreht wurde unter anderem in Toronto in Kanada. Produziert wurde die Serie von Skydance Television.
Die Kamera führten Craig Wrobleski und Colin Hoult, die Montage verantworteten J.J. Geiger, Sang Han, Anthony Miller und Eric Seaburn, die Musik schrieb Tony Morales. Das Kostümbild gestaltete Trysha Bakker. In der deutschsprachigen Fassung wurde Schwarzenegger von Bernd Egger synchronisiert.
Der Titel „Fubar“ steht u. a. für „fucked up beyond all recognition“. Dieser englische Ausdruck beschreibt eine Situation, die völlig aus dem Ruder gelaufen ist.
In der zweiten Staffel kam unter anderem Carrie-Anne Moss als ehemalige ostdeutsche Agentin Greta neu zur Besetzung.

## Episodenliste

### Staffel 1
| Nr. (ges.) | Nr. (St.) | Deutscher Titel                        | Originaltitel                  | Erstveröffentlichung | Regie             | Drehbuch                            |
| ---------- | --------- | -------------------------------------- | ------------------------------ | -------------------- | ----------------- | ----------------------------------- |
| 1          | 1         | Bring-deine-Tochter-mit-zur-Arbeit-Tag | Take Your Daughter to Work Day | 25. Mai 2023         | Phil Abraham      | Nick Santora                        |
| 2          | 2         | Der Tschu-Tschu-Zug                    | Stole Train                    | 25. Mai 2023         | Holly Dale        | Scott Sullivan                      |
| 3          | 3         | Honigtropfen                           | Honeyplot                      | 25. Mai 2023         | Holly Dale        | Adam Higgs                          |
| 4          | 4         | Von der Leine gelassen                 | Armed & Dane-gerous            | 25. Mai 2023         | Steven A. Adelson | Penny Cox                           |
| 5          | 5         | Bis ins Mark                           | Here Today, Gone To-Marrow     | 25. Mai 2023         | Steven A. Adelson | Cait Duffy                          |
| 6          | 6         | Die Karten auf den Tisch               | Royally Flushed                | 25. Mai 2023         | Phil Abraham      | Scott Sullivan und Lillian Wang     |
| 7          | 7         | Flüssiges Gold                         | Urine Luck                     | 25. Mai 2023         | Stephen Surjik    | Adam Higgs und Michael J. Gutierrez |
| 8          | 8         | Schluss, aus, Ende                     | That’s It And That’s All       | 25. Mai 2023         | Stephen Surjik    | Nick Santora                        |

### Staffel 2
| Nr. (ges.) | Nr. (St.) | Deutscher Titel              | Originaltitel                 | Erstveröffentlichung | Regie          | Drehbuch                              |
| ---------- | --------- | ---------------------------- | ----------------------------- | -------------------- | -------------- | ------------------------------------- |
| 9          | 1         | Vollstes Haus                | Fullest House                 | 12. Juni 2025        | Phil Abraham   | Nick Santora                          |
| 10         | 2         | Alte Seilschaft              | Highly Re-Greta-Ble           | 12. Juni 2025        | Phil Abraham   | Adam Higgs                            |
| 11         | 3         | Tango & Smash                | Tango and Smash               | 12. Juni 2025        | Phil Abraham   | Scott Sullivan                        |
| 12         | 4         | Astronaut wider Willen       | Astro-Not                     | 12. Juni 2025        | Jeff T. Thomas | Seth Cohen und Amy Pocha              |
| 13         | 5         | Am Abgrund                   | Trippin’ the Abyss            | 12. Juni 2025        | Jeff T. Thomas | Penny Cox                             |
| 14         | 6         | Penny Possums Pizzapokalypse | Penny Possum’s Pizzapocalypse | 12. Juni 2025        | Jeff T. Thomas | Cait Duffy                            |
| 15         | 7         | Verdammt                     | Dam It                        | 12. Juni 2025        | M. J. Bassett  | Lillian Wang und Michael J. Gutierrez |
| 16         | 8         | Den Bach hinunter            | Let’s Twist Again             | 12. Juni 2025        | Phil Abraham   | Adam Higgs und Scott Sullivan         |

## Rezeption

### Kritiken
Franco Schedl bewertete die Serie auf film.at mit vier von fünf Sternen. Der Wechsel zwischen harter Action, familiärem Geplänkel und witzigen Sprüchen mache diese zu einer gelungenen Serie für alle Arnie-Fans und solche, die es noch werden wollen.
Dani Maurer schrieb auf outnow.ch, dass Fubar als Actionmovie beginne, aber in der zweiten Hälfte der Staffel immer öfters ins Familiäre abweiche, wobei die Zweifel, Gespräche und Liebesbekundungen nicht ganz so ausführlich hätten sein müssen. Mit Gabriel Luna hätten die Brunners einen soliden Gegenspieler und das Ermittlerteam sei ein sympathischer Haufen, was die Serie absolut sehens- und genießenswert mache.
Jaschar Marktanner vergab auf film-rezensionen.de sieben von zehn Punkten. Der Cast der unterhaltsamen Actionkomödie überzeuge nicht nur mit seinem Hauptdarsteller, der Humor nicht nur mit Anspielungen auf ikonische Momente aus dessen Filmographie. Der Plot sei ein wenig gefällig, die Serie biete dafür aber genügend Ausgleich in anderen Bereichen.
Gian-Philip Andreas kritisierte die Serie auf Wunschliste.de dagegen als „ziemlich von gestern“ und als „aus der Zeit gefallen“. Die Gags wären auf dem Niveau schlechterer American Pie-Sequels, die Figuren kämen überwiegend eindimensional daher, die Dialoge seien oft ungelenk. Möglicherweise sei das Ganze nur etwas für hoffnungslos retroselige Arnie-Fans. Auch Christian Buß bezeichnete die Serie auf spiegel.de als „Anhäufung alter Genreklischees“ und „Gag-Massaker“.
Nina Rehfeld meinte, unter dem Strich sei „Fubar“ eine amüsante Actionkomödie, die manchmal ins Familiendrama, manchmal in eine Arbeitsplatzcomedy abdrifte und mit einem gut aufgelegten Schwarzenegger und einer sehenswerten Monica Barbaro als seiner Tochter auftrumpfe.
Oliver Mark schrieb auf DerStandard.at, dass die Serie vor allem mit Humor punkte. Schwarzenegger-Fans kämen auf ihre Kosten, auch wenn bessere Musik sowie weniger vordergründige Brutalität nicht geschadet hätten.
Peter Praschl meinte, die Serie erfreue „mit den nerdigsten Nerds, lesbischsten Lesben, lahmsten Namenswitzen, und mit den allerschlechtesten Jokes seit Thomas Gottschalks und Mike Krügers Supernasen“. Sich so etwas zu trauen, erfordere 2023 „ganz sicher mehr Mut als eine nukleare Kofferbombe zu entschärfen“.
Zum Start der zweiten Staffel befand Astrid Ebenführer auf DerStandard.at, dass die Dialoge ebenso altbacken seien wie der Plot. Allerdings merke man Schwarzenegger an, wie viel Spaß ihm die Rolle mache, und das entschädigt für vieles. Seine Spielfreude mache Freude und sei ansteckend.

### Abrufe
Ab dem Start am 25. Mai 2023 erreichte die Produktion in 90 Ländern die Top 10 der Netflix-Serien-Charts, davon in 64 Ländern den ersten Platz, darunter Deutschland, die Vereinigten Staaten, Großbritannien, Österreich und die Schweiz. Nach fünf Tagen kam die Serie auf 88,94 Millionen Streaming-Stunden und verwies damit den bisherigen Spitzenreiter Queen Charlotte: Eine Bridgerton-Geschichte auf Platz 3 mit 42,9 Millionen Streaming-Stunden.
Im ersten Halbjahr 2023 verzeichnete die Serie insgesamt 266,2 Millionen gesehene Stunden und lag damit auf Platz 10 der meistgesehenen Netflix-Serien.
Die zweite Staffel wurde in den ersten vier Tagen nach Veröffentlichung 14,4 Millionen Stunden geschaut, gegenüber der ersten Staffel ein Einbruch um mehr als 80 Prozent. Die Serie wurde nach der zweiten Staffel eingestellt. Laut der von MEEDIA veröffentlichten und analysierten Zahlen von digital i erreichte die zweite Staffel im Juni 2025 626.000 deutsche Haushalte und lag damit auf Platz sieben der Streaming-Serien.